# Буревісник бонінський
Буревісник бонінський (Puffinus bryani) — морський птах з родини буревісникових (Procellariidae), що гніздиться на Гавайських островах та прилеглих територіях. Перший зразок був зібраний у 1963 році на острові Мідвей і спочатку вважався зразком виду буревісник-крихітка каприкорновий (Puffinus assimilis). У 2011 році за допомогою аналізу ДНК було визначено, що це окремий вид. Він рідкісний і, ймовірно, перебуває під загрозою зникнення, інформації про місця його розмноження мало. Назва виду вшановує Едвіна Горація Брайана молодшого, колишнього куратора музею Бішопа в Гонолулу. 
7 лютого 2012 року тести ДНК 6 живих і мертвих зразків, знайдених на японських островах Огасавара між 1997 і 2011 роками, показали, що це Puffinus bryani. Вважається, що вид може розмножуватися на незаселених островах цього архіпелагу.